# Olula de Castro
Olula de Castro é um município da Espanha, na província de Almería, comunidade autónoma da Andaluzia. Tem 34 km² de área e em 2021 tinha 190 habitantes (densidade: 5,6 hab./km²).